# Арабов, Маматкул Абдукадырович
Маматку́л Абдукады́рович Ара́бов (5 марта 1921, Бухара — 25 декабря 1999, Душанбе) — советский оператор, фронтовой кинооператор в годы Великой Отечественной войны, таджикский режиссёр-кинодокументалист. Заслуженный деятель искусств Узбекской ССР.

## Биография
Окончил операторский факультет ВГИКа в 1943 году и был направлен Центральной студией кинохроники на 1-й Украинский фронт военным кинооператором. С боевыми частями Красной армии прошёл путь до Бреслау, его напарником был Анатолий Павлов.
После войны с июля 1945 по октябрь 1946 года работал в секторе хроники Сталинабадской студии художественных фильмов, затем до 1951 года — на Свердловской студии хроникально-документальных фильмов. В период 1951—1952 годов преподавал в фото-кружке в Доме пионеров в Душанбе. В 1953 году — оператор в секторе хроники Ташкентской студии художественных фильмов, и с декабря того же года — оператор, режиссёр-оператор сектора хроники Сталинабадской студии художественных фильмов.
С 1962 года — на Студии научно-популярных и хроникально-документальных фильмов Узбекистана. С 1972 года — на «Таджикфильме» режиссёром неигрового кино. Смонтировал более ста киножурналов «Таджикистан», автор сюжетов для кинопериодики «Новости дня», «Советский Таджикистан», «Советский Узбекистан», «Советский Урал», «Страна Советская».
Член КПСС с 1959 года. Член Союза кинематографистов СССР (СК Узбекской ССР), член Союза кинематографистов Таджикистана. Член Международной ассоциации военных кинооператоров (1992).

## Фильмография
- 1945 — В Верхней Силезии (в соавторстве)
- 1945 — Берлин (в соавторстве)
- 1945 — Парад Победы (в соавторстве)
- 1946 — День победившей страны (в соавторстве)
- 1948 — Мастера подсобки (автор-оператор, Свердловская киностудия)
- 1949 — Знатные уральцы (сооператор, Свердловская киностудия)
- 1947 — Закалённый боец / На подъёме (автор-оператор, Свердловская киностудия)
- 1947 — На Уктусских горах (оператор, Свердловская киностудия)
- 1956 — Бригада коммунистического труда (оператор, режиссёр, Сталинабадская киностудия)
- 1957 — Вечно живой (оператор, режиссёр, Сталинабадская киностудия)
- 1958 — Дешево и выгодно (автор-оператор, Сталинабадская киностудия)
- 1961 — День родного языка (режиссёр, Сталинабадская киностудия)
- 1961 — Лучобский интернат (автор сценария, оператор, режиссёр, Сталинабадская киностудия)
- 1962 — Золотая свадьба (сооператор, Ташкентская киностудия)
- 1963 — Бухара-Урал (режиссёр-оператор, Ташкентская киностудия)
- 1964 — Иду к тебе, Бухара (режиссёр-оператор, Ташкентская киностудия)
- 1965 — Институт каракуля (соавтор, режиссёр-оператор, Ташкентская киностудия)
- 1966 — Седые холмы Афрасиаба (автор сценария, режиссёр, Узбекфильм)
- 1966 — Декада белорусского искусства (режиссер-оператор, Ташкентская киностудия)
- 1967 — Испытание (режиссёр-оператор, Ташкентская киностудия)
- 1967 — Туркменская декада (режиссёр-оператор, Ташкентская киностудия)
- 1968 — Цитрусы Узбекистана (автор сценария, режиссёр-оператор, Ташкентская киностудия)
- 1968 — Рассказ о сыне (режиссёр, Узкинохроника)
- 1968 — Большой ферганский канал (режиссёр, Узкинохроника)
- 1968 — Каршинский репортаж (режиссёр-оператор, Узкинохроника)
- 1968 — Танковое училище (автор сценария, режиссёр, Узкинохроника)
- 1968 — Дух Ташкента живет (режиссёр, Узкинохроника)
- 1970 — Каршинская степь (режиссёр, Узкинохроника)
- 1970 — Вашим, товарищ, именем (режиссёр, Узкинохроника)
- 1970 — Главное звено (режиссёр, Узкинохроника)
- 1985 — Таинственный Кара-тепе (автор сценария, режиссёр, Узкинохроника)
- 1987 — Древняя Бактрия (автор сценария, режиссёр, Узкинохроника)
- 1988 — Верить или не верить (автор сценария, режиссёр, Узкинохроника)
- 1986 — История фотографии (автор сценария, Узкинохроника)
- 1989 — Открытие Устуршаны (автор сценария, режиссёр, Таджикфильм)
- 1990 — Как живешь, ветеран? (режиссёр, Таджикфильм)
- 1993 — Эфталиты, кто вы? (автор сценария, режиссёр, Таджикфильм)
- 1994 — Я не умру! (автор сценария, режиссёр, Таджикфильм)
- 1995 — Память сердца (автор сценария, режиссёр, Таджикфильм)
- 1998 — Бободжан Гафуров: феномен «Таджики» (автор сценария, режиссёр, Таджикфильм)
- 1999 — Душанбе предпраздничный (автор сценария, режиссёр, Таджикфильм)

## Награды и премии
- орден Отечественной войны I степени (1945)[3];
- медаль «За взятие Берлина»[5];
- медаль «За победу над Германией в Великой Отечественной войне 1941—1945 гг.»[3];
- юбилейная медаль «Двадцать лет Победы в Великой Отечественной войне 1941—1945 гг.» (1965)[5];
- знак «25 лет победы в Великой Отечественной войне» (1970)[5];
- орден Отечественной войны II степени (6 апреля 1985);
- заслуженный деятель искусств Узбекской ССР[4];
- орден «Шараф» (Славы) правительства Республики Таджикистан[7] (9 сентября 1999);
- медали СССР[3].